# 小柳圭子
小栁 圭子（こやなぎ けいこ、1926年2月7日 - ）は、満州国奉天市出身の女優。本名（旧姓）小柳史子

## 来歴
父が南満洲鉄道に勤務していたため、1926年2月7日に満洲国奉天市で生まれ、父の転勤に伴い承徳市、張家口市で育ち、北京大学へ入学する。北京大学2年時に日中戦争が終戦し、日本に戻る。当時に小栁は医者を志望しており東京女子医科大学を目指すが、諸事情により果たせず、国民学校（現在の小学校に相当）の教員を経て、地方公務員として大阪府庁に勤務する。
たまたま観た演劇『生まれた家（La Maison natale）』（ジャック・コポー作）の公演に触発され、公演していたアマチュア劇団知性座に入門する。
1949年に大映の女優募集のチラシを見てオーディションに応募し合格する。なお、募集規定は17歳までであったが、小栁は当時23歳であった。いわゆる溝口組、市川組の作品を中心に、「眠狂四郎」シリーズ、「座頭市」シリーズ、「大魔神」シリーズなどに端役で出演する。デビュー作は『日本映画人名事典』では『痴人の愛』（1949年10月）とされているが、映連データベース（日本映画製作者連盟）では『最後に笑う男』（1949年2月、安田公義監督）や『三つの真珠』（1949年6月、安達伸生監督、久米正雄原作）に名前が挙がっており、はっきりしない。
大映倒産後は松竹芸能、鳥プロを経てフリーとなる。
息子は武見龍磨。1988年のテレビドラマ『暴れん坊将軍III』第32話「幽霊も泣きます! おんな坂」では親子共演を果たしている。

## 出演作品

### 映画
- 源氏物語 （1951年）
- 雨月物語 （1953年） 遊女
- 祇園囃子（1953年）藝妓
- 近松物語 （1954年） おかや
- 月形半平太 花の巻・嵐の巻 （1956年） お富
- 狙われた土曜日 （1957年） お慶
- 炎上 （1958年） 街の女
- かげろう絵図 （1959年） 年輩のお女中
- 木曽ぶし三度笠 （1961年） 老女おちか
- 好色一代男 （1961年） お銀
- 花の兄弟 （1961年） 女房お才
- 大魔神怒る （1966年） しげ
- 大殺陣 雄呂血（1966年、大映）
- 妖怪百物語 （1968年） 大首
- 無宿 （1974年）
- 見栄を張る （2016年） 三島節子（特別出演）
- ロストベイベーロスト （2020年）

### テレビドラマ
- 水戸黄門（TBS / C.A.L.）
  - 第2部 第14話「女将棋師 -天童-」（1970年12月28日） - 二番役
  - 第5部 第3話「命をかけた友情 -塩山-」（1974年4月15日） ※クレジットのみ（もしくは出演シーンカット）
  - 第7部 第32話「高嶺の花が俺の嫁‼ -高崎-」（1976年12月27日） - 遣り手婆
  - 第11部 第14話「河豚にあたった若旦那 -仙台-」（1980年11月17日） - 藤乃屋の女将
  - 第15部 第27話「殿様騙した親不孝者 -大垣-」（1985年7月29日）- 料亭の女将
  - 第18部 第30話「天下の嶮の悪退治 -箱根-」（1989年4月10日）- 探り婆
  - 第20部 第36話「因果が巡る銘刀宗近 -高田-」（1991年7月15日）- 女将
  - 第22部 第3話「天下の嶮の幽霊騒動 -箱根-」（1993年5月31日）- 改め婆
  - 第23部 第5話「涙でついた母の嘘 -追分-」（1994年8月29日）
  - 第24部 第3話「恋しい人は凶状持ち -府中-」（1995年10月2日）
  - 水戸黄門外伝 かげろう忍法帖 第10話「娘忍びを売る男 -人吉-」（1995年7月24日） - 茶店の婆さん
  - 第30部 第1話「初春の旅立ち -水戸・日光-」（2002年1月7日）- 老婆
- 大岡越前（TBS / C.A.L）
  - 第2部
    - 第9話「消えた越前」（1971年7月12日） - 矢場の女
    - 第16話「朝顔」（1971年8月30日）- 長屋のおかみさん

  - 第8部 第15話「厩火事殺人事件」 （1984年10月29日）
  - 第9部 第2話「天下を狙った魔性の女」 （1985年11月4日）
  - 第10部 第22話「駕籠屋が見ていた真犯人」 （1988年8月1日） - お寅
  - 第12部 第9話「妖女が嗤う世継ぎの謎」 （1991年11月25日） - お熊
- 遠山の金さん捕物帳（NET / 東映）
  - 第13話「白洲で殺された男」（1970年10月4日）- お豊
  - 第41話「それを見た女」（1971年4月18日）- 酌女
  - 第104話「桜吹雪に泣く女」（1972年7月2日）- 玉乃屋の女将
  - 第137話「匂い袋の女」（1973年2月18日）
- お祭り銀次捕物帳 第10話「人情牢破り」（1972年7月8日　CX）
- 必殺シリーズ（ABC / 松竹）
  - 必殺仕置人 第24話「疑う愛に迫る魔手」（1973年9月29日）- お峰
  - 助け人走る
    - 第7話「営業大妨害」（1973年12月1日） - おくら
    - 第21話「心中大悲憤」（1974年3月9日） - おくら
    - 第27話「江戸大暗黒」（1974年4月20日） - 女将
    - 第31話「狂乱大決着」（1974年5月18日） - 茶屋のおかみ
    - 第34話「必死大逃走」（1974年6月8日） - 女将

  - 暗闇仕留人 第7話「喰うて候」（1974年8月10日）- ふさ
  - 必殺必中仕事屋稼業
    - 第1話「出たとこ勝負」（1975年） - みつ
    - 第10話「売られて勝負」（1975年） - 女将

  - 必殺仕置屋稼業 第13話「一筆啓上過去が見えた」（1975年9月26日）- おりん
  - 必殺仕業人 第19話「あんた この奥の手どう思う」（1976年5月21日）- 八百屋おかみ
  - 必殺からくり人・血風編 第2話「非道にたてつく紅い刃」（1976年） - お時
  - 新必殺仕置人
    - 第5話「王手無用」（1977年2月18日）- 内儀
    - 第27話「約束無用」（1977年7月22日）- おかみさん
    - 第36話「自害無用」（1977年9月23日）- 女郎屋おかみ

  - 江戸プロフェッショナル・必殺商売人（1978年2月17日～8月18日）- お梶　※準レギュラー
  - 必殺からくり人 富嶽百景殺し旅
    - 第6話「下目黒」（1978年） - おこう
    - 第8話「甲州犬目峠」（1978年） - およね

  - 翔べ! 必殺うらごろし 第11話「人形が泣いて愛する人を呼んだ」（1979年） - お袖
  - 必殺仕事人
    - 第41話「織技重ね裏返し」（1980年） - おとき
    - 第66話「描き技 絵筆逆手屏風突き」（1980年） - おかん
    - 第76話「詰め技 王手飛車駒落し」（1981年） - 船宿のお内儀

  - 新・必殺仕事人 第22話「主水浮気する」（1981年） - ひさごの女将
  - 必殺仕舞人 （1981年） - おまつ　※レギュラー
  - 必殺仕事人V・激闘編 第8話「初夢千両殺し」（1986年1月17日）
  - 必殺まっしぐら!（1986年）遣り手　※準レギュラー
- 暴れん坊将軍シリーズ（ANB / 東映）
  - 吉宗評判記 暴れん坊将軍
    - 第2話「素晴らしき藪医者」（1978年1月14日） - 母親
    - 第119話「女狐が泣いた人情纏 」（1980年7月5日） - 松の局
    - 第143話「俺は天下の鼻つまみ 」（1981年1月3日） - 夜鷹
    - 第168話「天下御免の夫婦喧嘩 」（1981年7月11日） - 老女
    - 第189話「鬼を哭かせた母ごころ 」（1981年12月12日） - おきた

  - 暴れん坊将軍II
    - 第63話「「女の戦さ うわなり討ち!」（1984年） - うわなり討ちの女

  - 暴れん坊将軍III
    - 第32話「幽霊も泣きます! おんな坂」 - 婆や
    - 第76話「さらば! 愛しき人よ」 - 舟宿の女将
    - 第115話「大岡越前、罷免さる!?」 - 金貸し

  - 暴れん坊将軍IV
    - 第14話「恋の細道、通りゃんせ!」 - 津留
    - 第49話「恋山彦 幻の花嫁!」 - 内儀
    - 第52話「剣鬼が走る! 江戸の闇」 - 遺手姿

  - 暴れん坊将軍V
    - 第3話「狙われた氷の美女」（1993年4月） - おたね
    - 第30話「嵐を呼ぶ三兄弟!」（1993年）-遣り手婆

  - 暴れん坊将軍VI
    - 第18話「五千両の恋泥棒!」（1995年）-おうめ
- 服部半蔵 影の軍団 第26話「魔境・呪いの横笛」（1980年、KTV / 東映）

他多数。「小柳圭子」へのリンク元参照。